# Georg Goltermann
Georg Eduard Goltermann, né le 19 août 1824 à Hanovre et mort le 29 décembre 1898 à  Francfort-sur-le-Main, est un violoncelliste et compositeur allemand.

## Biographie
Le père de Goltermann est organiste et l'initie à la musique. Il prend des cours de violoncelle auprès de Joseph Menter à Munich et acquiert une certaine notoriété en composant des morceaux pour violoncelle et fait des tournées dans plusieurs pays d'Europe.
Il est nommé en 1852 directeur de musique à Würzburg et conforte sa carrière de chef d'orchestre et de compositeur. Il devient en 1853 directeur de musique de Francfort et maître de chapelle (poste qu'il occupe jusqu'en 1874), ainsi que chef de chœur au Stadttheater de Francfort. Il meurt en 1898.
Il est enterré au cimetière principal de Francfort.

## Œuvre
Goltermann a composé trois Ouvertures, de nombreux Lieder et des morceaux pour orgue. Il est cependant mieux connu pour ses œuvres pour violoncelle, représentées par huit concertos et plusieurs sonates, suites et duos. Au milieu du XIXe siècle, ses œuvres étaient très prisées. D'autres compositions, en particulier de la musique de salon, ont perdu de l'importance en raison de leur sentimentalité, mais sont devenues maintenant populaires comme modèles d'exercices en raison de leur mélodie et des techniques naturelles utilisées pour tous les niveaux de difficulté.

### Concertos pour violoncelle
- Concerto No 1 en la mineur (op. 14)
- Concerto No 2 en ré mineur (op. 30)
- Concerto No 3 en si mineur (op. 51)
- Concerto No 4 en sol majeur (op. 65)
- Concerto No 5 en ré mineur (op. 76)
- Concerto No 6 en ré majeur (op. 100)
- Concerto No 7 en do majeur (op. 103)
- Concerto No 8 en la majeur (op. 130)

### Compositions jouées le plus souvent
- Drei charakteristische Stücke für Viola und Klavierbegleitung (op. 41)
- Ouvertüren für Violoncello (op. 43)
- Vier Solos für Violoncello und Klavierbegleitung (op. 49)
- Deux Morceaux de Salon für vier Violoncelli (op. 53)
- Zweite Sonatine für Piano und Violine (op. 61)
- Sechs Tonbilder für Violoncello und Pianoforte (op. 99)
- Quatre Morceaux de Salon für Violoncello und Klavierbegleitung (op. 102)
- Sonatine für Violoncello und Klavier in drei Sätzen (op. 114)
- Sérénade (op. 119)
- Romance & Sérénade (op. 199)
- Étude-caprice
- et 50 petits morceaux